# Lijst van voetbalinterlands Afghanistan - Pakistan
Deze lijst van voetbalinterlands is een overzicht van alle officiële voetbalinterlands tussen de nationale teams van Afghanistan en Pakistan. De landen hebben tot nu toe zes keer tegen elkaar gespeeld. De eerste ontmoeting, een vriendschappelijke wedstrijd, werd gespeeld in Kabul op 19 juli 1976. De laatste keer dat beide landen tegenover elkaar stonden was op 6 februari 2015 in een vriendschappelijke wedstrijd in Lahore.

## Wedstrijden
| № | Plaats  | Datum            | Competitie         | Wedstrijd              | Uitslag |
| - | ------- | ---------------- | ------------------ | ---------------------- | ------- |
| 1 | Kabul   | 19 juli 1976     | Vriendschappelijk  | Afghanistan − Pakistan | 1 − 0   |
| 2 | Karachi | 12 oktober 1976  | Vriendschappelijk  | Pakistan − Afghanistan | 1 − 0   |
| 3 | Dhaka   | 14 januari 2003  | Zuid-Azië Cup 2003 | Afghanistan − Pakistan | 0 − 1   |
| 4 | Karachi | 9 december 2005  | Zuid-Azië Cup 2005 | Pakistan − Afghanistan | 1 − 0   |
| 5 | Kabul   | 20 augustus 2013 | Vriendschappelijk  | Afghanistan − Pakistan | 3 − 0   |
| 6 | Lahore  | 6 februari 2015  | Vriendschappelijk  | Pakistan − Afghanistan | 2 − 1   |

## Samenvatting
| Competitie        | Totaal gespeeld | Winst Afghanistan | Gelijk | Winst Pakistan | Doelsaldo Afghanistan – Pakistan |
| ----------------- | --------------- | ----------------- | ------ | -------------- | -------------------------------- |
| Zuid-Azië Cup     | 2               | 0                 | 0      | 2              | 0 − 2                            |
| Vriendschappelijk | 4               | 2                 | 0      | 2              | 5 − 3                            |
| Totaal            | 6               | 2                 | 0      | 4              | 5 − 5                            |

Wedstrijden bepaald door strafschoppen worden, in lijn met de FIFA, als een gelijkspel gerekend.

## Details

### Zesde ontmoeting
| Vriendschappelijk (Lahore, Pakistan, 6 februari 2015): |       |                                  |
| Pakistan                                               | 2 – 1 | Afghanistan                      |
| Mohammad Riaz 18'                                      | goals | 48' Amiruddin Anwar 88' Sadullah |